# Estádio Palestra Itália
Estádio Palestra Itália znany także jako Parque Antártica – stadion piłkarski w São Paulo, Brazylia, na którym swoje mecze rozgrywa klub SE Palmeiras.

## Ważne mecze rozegrane na stadionie
- 1996 – finał Copa do Brasil
- 1998–2000 – finały Copa Mercosur
- 1999 – finał Copa Libertadores
- 2000 – finał Copa João Havelange pomiędzy São Caetano a CR Vasco da Gama
- 2004 – finał Copa do Brasil pomiędzy Santo André a CR Flamengo
- 6 października 2007 – 1000 zwycięstwo Palmeiras na Estádio Palestra Itália (Palmeiras 2 – 0 Gremio)